# Sydney Chaplin (Schauspieler, 1885)

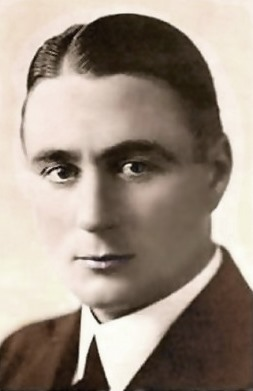
Sydney Chaplin

Sydney John Chaplin (* 15. März 1885 als Sydney John Hill in London, England; † 16. April 1965 in Nizza, Frankreich) war ein britischer Schauspieler und Komiker. Er ist heute hauptsächlich als älterer Bruder von Charlie Chaplin bekannt, war aber zu seiner Zeit ebenfalls ein beliebter Komiker.

## Frühes Leben
Sydney Chaplin wurde als unehelicher Sohn der damals 19-jährigen Tänzerin und Sängerin Hannah Chaplin geboren. Sein Vater soll der jüdische Buchmacher Sydney Hawkes gewesen sein. Ein Jahr nach Sydneys Geburt heiratete seine Mutter den Entertainer Charles Chaplin Sr. (1863–1901), der Sydney als Adoptivsohn annahm. Am 16. April 1889 wurde Sydneys Halbbruder Charlie Chaplin geboren. Nach der Trennung von Hannah und Charles Chaplin Sr. wuchsen die Brüder unter ärmlichen Umständen bei der Mutter auf, auch da Chaplin Sr. sich den Unterhaltszahlungen regelmäßig entzog. Die Mutter litt zudem unter psychischen Problemen. Bereits ab dem frühen Jugendalter arbeitete Sydney Chaplin für einige Jahre als Seemann und unterstützte damit finanziell seine Familie, ehe er wie seine Eltern ins Showgeschäft einstieg.
In den 1910er Jahren fanden Charlie und Sydney heraus, dass sie mit Wheeler Dryden (1892–1957) einen jüngeren Halbbruder hatten, der von seinem Vater Leo Dryden erzogen wurde und ebenfalls als Schauspieler arbeitete.

## Karriere

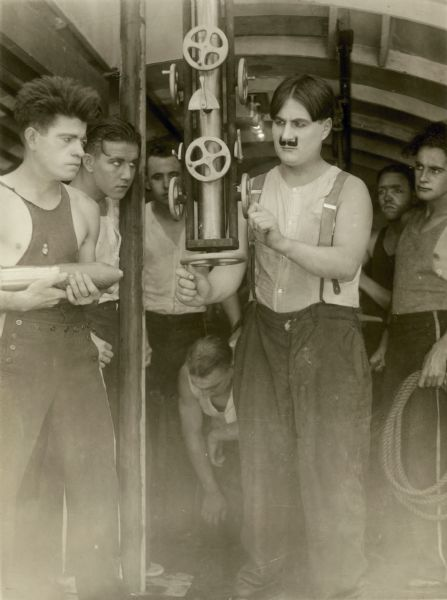
Syd Chaplin (am Rohr) im Film A Submarine Pirate (1915)

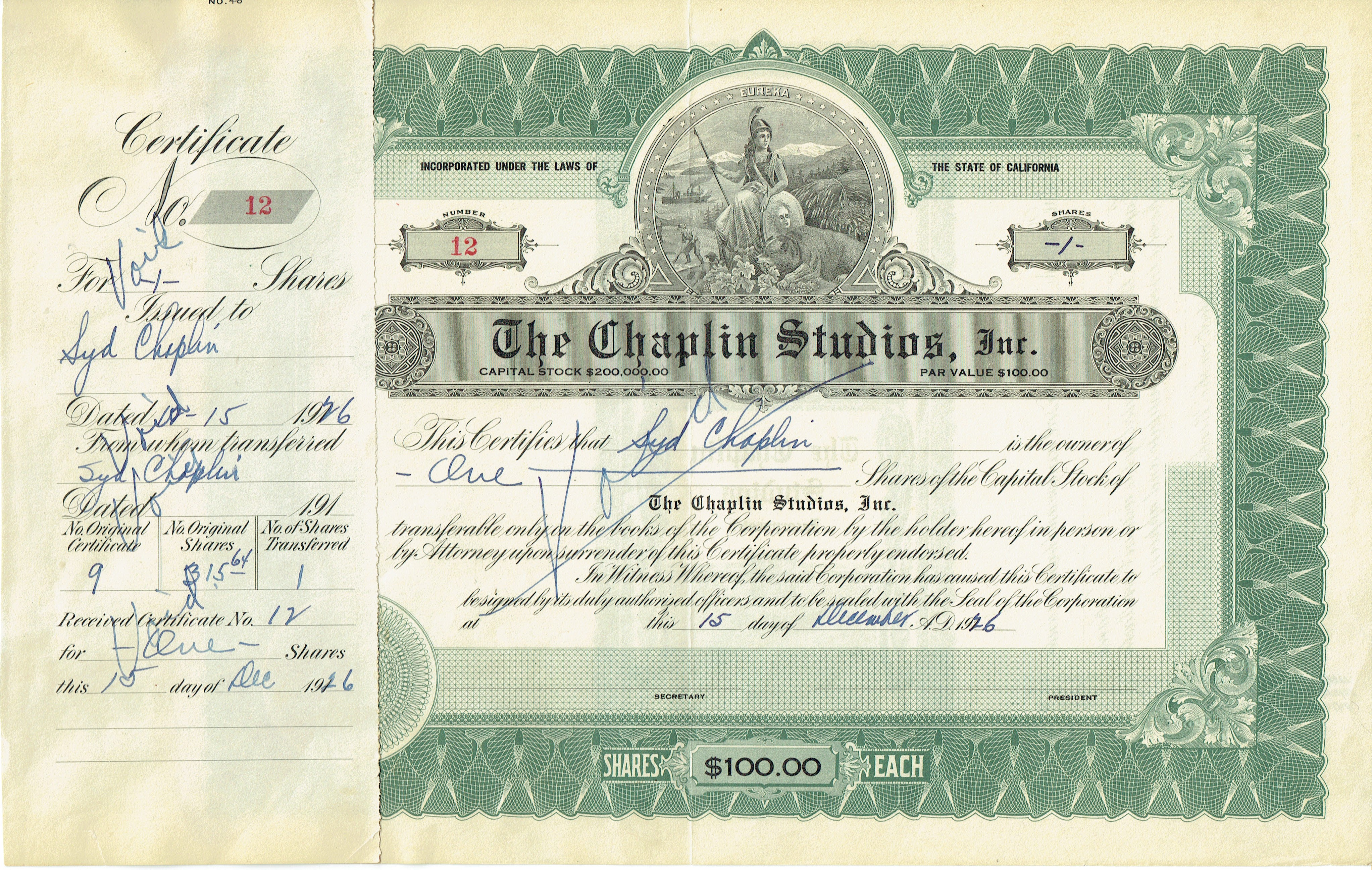
Aktie der Chaplin Studios, Inc. vom 15. Dezember 1926, ausgestellt auf Syd Chaplin

Sydney Chaplin begann seine Showkarriere bereits als Jugendlicher beim Theater. 1906 wurde er durch den Londoner Theaterproduzenten Fred Karno für dessen Ensembles unter Vertrag genommen. Zwei Jahre später unterschrieb Charlie Chaplin – auch durch Vermittlung seines älteren Bruders – ebenfalls bei Fred Karno. Bei Karno war Sydney ein sehr beliebter Darsteller, sogar erfolgreicher als sein Bruder. Im Herbst 1914 folgte Sydney seinem jüngeren Bruder in die Vereinigten Staaten zu den Keystone Studios. Er drehte dort im Jahr darauf einige Kurzfilm-Komödien und verkörperte in mehreren Filmen die Figur Gussle, eine Art komischer Möchtegern-Aristokrat. Bei einigen seiner Filme führte er ebenfalls Regie. Er spielte zudem die Hauptrolle in der Komödie A Submarine Pirate (1915), die der zweitgrößte kommerzielle Erfolg in der Geschichte der Keystone Studios werden sollte. Syd Chaplin erwies sich bei Keystone als populär, geriet aber in den übermächtigen Schatten seines Bruders.
Nach 1915 unterstützte Sydney seinen Bruder Charlie, der inzwischen mit seinen Komödien zum Filmstar geworden war, als Manager. Er vermarktete seinen Bruder in der Öffentlichkeit, kümmerte sich um dessen Finanzen sowie um dessen Verträge mit den Filmstudios. Sydney bekleidete auch Nebenrollen in fünf Filmen seines jüngeren Bruders in dessen Zeit bei First National, darunter in der Rolle von Kaiser Wilhelm II. in zwei Chaplin-Filmen. Während er die Filmkarriere seines Bruders mit Erfolg verwaltete, stockte seine eigene Karriere als Filmschauspieler. Sydney schloss im Jahre 1919 einen hochbezahlten Vertrag mit dem Filmstudio Famous Players-Lasky, konnte dort jedoch nur einen Film realisieren.
Erst Mitte der 1920er Jahre erlebte Sydney Chaplin den Höhepunkt seiner Filmkarriere. Er spielte Hauptrollen in einigen Komödien, darunter 1925 auch eine Stummfilmversion von Charleys Tante. Er verließ die USA 1927 und drehte für British International Pictures den Film A Little Bit of Fluff. Es sollte Sydneys letzte Arbeit werden, weil er in einen Skandal um sexuelle Nötigung mit der Schauspielerin Molly Wright verwickelt wurde. British International Pictures löste den Vertrag mit ihm auf, und er wurde 1930 für bankrott erklärt.

## Privatleben

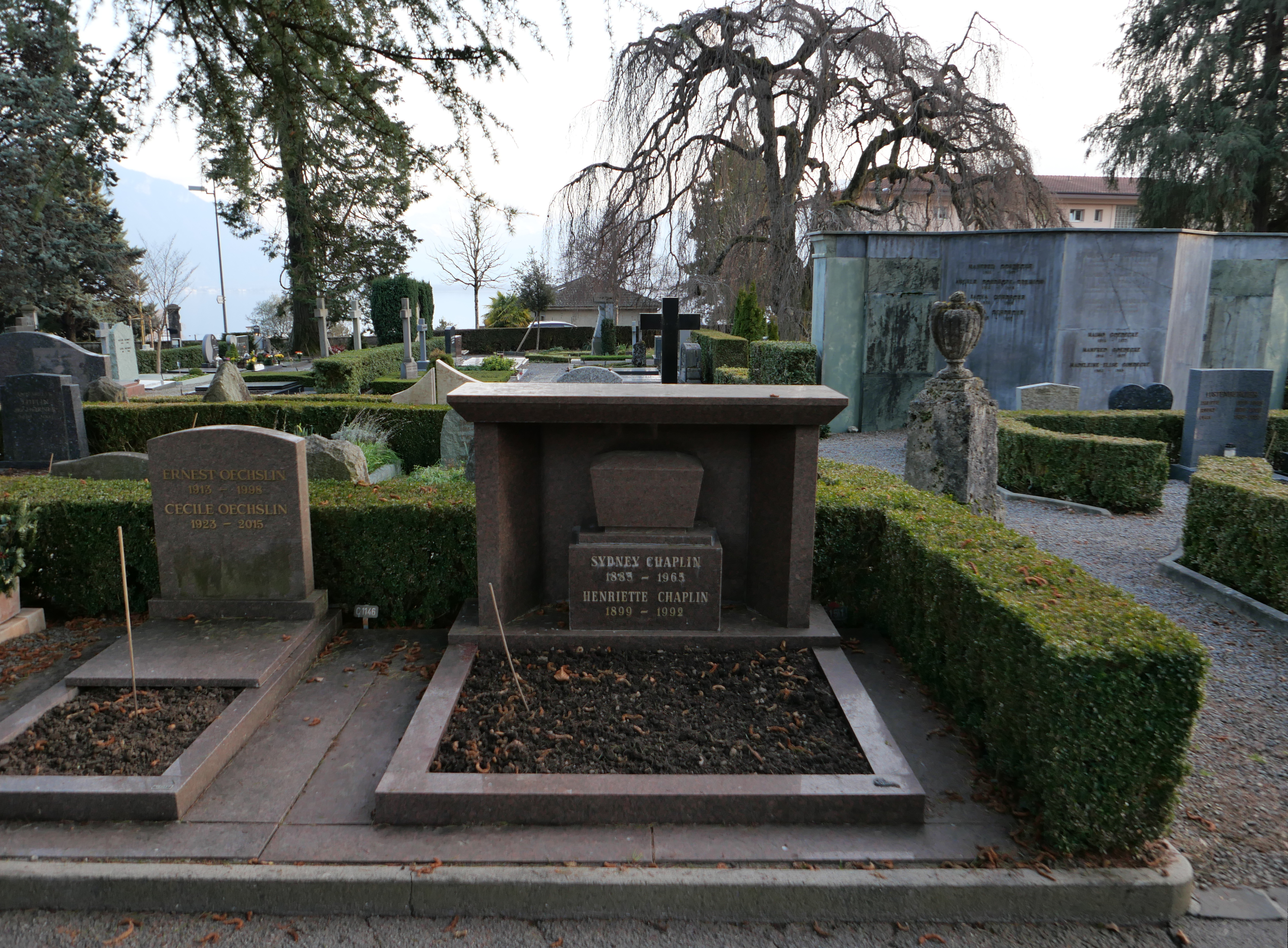
Das Grab von Sydney und Henriette Chaplin.

Nach diesem Skandal zog Syd Chaplin von England auf das europäische Festland, sein spätes Leben verbrachte er zum Großteil in Frankreich und der Schweiz. Er blieb mit seinem Bruder Charlie in gutem Kontakt und beriet diesen gelegentlich. Als dieser in den 1950er-Jahren in die Schweiz zog, besuchten sie sich regelmäßig.
Neben seiner Tätigkeit als Schauspieler begeisterte sich Sydney Chaplin für das Fliegen. Er gründete zusammen mit dem Piloten Emery Rogers im Mai 1919 sogar eine eigene Fluggesellschaft, die Syd Chaplin Airline Company. Sie löste sich jedoch schon nach kurzer Zeit wieder auf.
Sydney Chaplin war zweimal verheiratet, blieb jedoch kinderlos. Seine erste Frau Minnie starb 1936 in Frankreich an den Folgen einer Brustkrebserkrankung, die zweite Frau Henriette, geb. Leoneanu (1899–1992), überlebte ihn hingegen. Sydney Chaplin verstarb einen Monat nach seinem 80. Geburtstag in Nizza. Er liegt in Clarens in der Schweiz bestattet. Henriette wurde an seiner Seite beigesetzt.

## Sydney Chaplin in Filmen
In der Filmbiografie Chaplin (1992) von Richard Attenborough über seinen jüngeren Bruder wird Sydney Chaplin in einer größeren Nebenrolle von Paul Rhys verkörpert.

## Filmografie
- 1914: Fatty’s Wine Party
- 1914: Among the Mourners
- 1914: His Prehistoric Past
- 1914: Wild West Love
- 1914: Gussle, the Golfer
- 1915: Hushing the Scandal
- 1915: Giddy, Gay, and Ticklish
- 1915: Caught in a Park
- 1915: That Springtime Feeling
- 1915: Gussle’s Day of Rest
- 1915: Gussle’s Wayward Path
- 1915: Gussle Rivals Jonah
- 1915: Gussle’s Backward Way
- 1915: Gussle Tied to Trouble
- 1915: A Lover’s Lost Control
- 1915: No One to Guide Him
- 1915: A Submarine Pirate
- 1918: Ein Hundeleben (A Dog’s Life)
- 1918: Die Anleihe (The Bond)
- 1918: Gewehr über (Shoulder Arms)
- 1921: King, Queen and Joker
- 1922: Zahltag (Pay Day)
- 1923: Der Pilger (The Pilgrim)
- 1923: The Rendezvous
- 1923: Her Temporary Husband
- 1924: The Galloping Fish
- 1924: The Perfect Flapper
- 1925: Charleys Tante (Charley’s Aunt)
- 1925: The Man on the Box
- 1926: Oh What a Nurse!
- 1926: The Better ’Ole
- 1927: The Fortune Hunter
- 1927: The Missing Link
- 1928: A Little Bit of Fluff